# Isotta Fraschini T12
Der Isotta Fraschini T12 ist ein Konzeptfahrzeug der italienischen Marke Isotta Fraschini.

## Beschreibung
Unter der Marke wurden ab 1900 Personenkraftwagen und später auch andere Dinge vermarktet. 1948 endete das Pkw-Angebot.
Ab 1993 gab es den Versuch, wieder in die Branche einzusteigen, allerdings diesmal von einem anderen Unternehmen, das die Markenrechte erworben hatte. Das erste Modell T8 wurde im Frühjahr 1996 auf dem Genfer Auto-Salon präsentiert.
Der T12 wurde im Oktober 1998 auf dem Pariser Autosalon vorgestellt. Die Basis des Fahrzeugs bildet ebenfalls ein Audi A8. Der V12-Motor leistet 400 PS. Er ist vorn im Fahrzeug eingebaut und treibt alle vier Räder an.
Am 27. August 1999 wurde ein überarbeitetes Fahrzeug auf dem Consorso Italiano in Carmel-by-the-Sea in Kalifornien präsentiert. Es hatte einen V8-Motor von Ford mit etwa 4000 cm³ Hubraum, Vierventiltechnik und 230 PS.
Der Designer Tom Tjaarda entwarf die Karosserie. Es ist ein Coupé mit vier Sitzen.
Der Serienanlauf war für Februar 2000 geplant. Der Verkaufspreis sollte 90.000 US-Dollar betragen. Zu einer Serienfertigung kam es nicht.